# Oswald Holmberg
Torsten Oswald Magnus Holmberg (ur. 17 lipca 1882 w Malmö, zm. 11 lutego 1969 tamże) – szwedzki sportowiec, trzykrotny olimpijczyk. Brat Arvida i Carla.
Po raz pierwszy wystąpił na Olimpiadzie Letniej 1906 w Atenach, zorganizowanej z okazji dziesięciolecia nowożytnych igrzysk. Wystąpił w szwedzkiej reprezentacji podczas zawodów przeciągania liny. W pierwszej rundzie przegrali oni z klubem Omas Helliniki, jednak w meczu o trzecie miejsce jego drużyna zdobyła brązowy medal z wynikiem 2:0.
Dwa lata później, na Letnich Igrzyskach Olimpijskich 1908 w Londynie zdobył złoty medal w drużynowych zawodach gimnastycznych. Podobnie na Igrzyskach w 1912, zorganizowanych w Sztokholmie, gdzie zajął pierwsze miejsce w drużynowych ćwiczeniach "szwedzkich".